# Кладовищенська вулиця (Одеса)
Кладовищенська вулиця — вулиця в місті Одеса, місцевість Слобідка. Пролягає від вулиці Нікітіна до вулиці Нежданової.
Перетинає вулиці Віталія Нестеренка, Трусовська, Ломоносова, Саші Хорошенка, Яши Гордієнка, Матюшенка, Івана Мазепи, Салтикова-Щедріна та Петра Івахненка.

## Історія
З 1920-хх років вона пролягала від вулиці Революції (зараз — Нежданової) до вулиці Нікітіна під назвою Тираспольський провулок. У 1943 році названа на Тираспольський проїзд, у 1973—1974 роках — Захарова — на честь Володимира Захарова. Сучасна назва з 2010 року.